# Southchase
Southchase és una concentració de població designada pel cens dels Estats Units a l'estat de Florida. Segons el cens del 2000 tenia 4.633 habitants.

## Demografia
Segons el cens del 2000, Southchase tenia 4.633 habitants, 1.377 habitatges, i 1.218 famílies. La densitat de població era de 824,3 habitants/km².
Dels 1.377 habitatges en un 52,1% hi vivien nens de menys de 18 anys, en un 75% hi vivien parelles casades, en un 9,9% dones solteres, i en un 11,5% no eren unitats familiars. En el 7% dels habitatges hi vivien persones soles l'1,4% de les quals corresponia a persones de 65 anys o més que vivien soles. El nombre mitjà de persones vivint en cada habitatge era de 3,36 i el nombre mitjà de persones que vivien en cada família era de 3,52.
Per edats la població es repartia de la següent manera: un 31,8% tenia menys de 18 anys, un 7,2% entre 18 i 24, un 37% entre 25 i 44, un 19,1% de 45 a 60 i un 4,9% 65 anys o més.
L'edat mediana era de 32 anys. Per cada 100 dones de 18 o més anys hi havia 92,4 homes.
La renda mediana per habitatge era de 61.707 $ i la renda mediana per família de 60.992 $. Els homes tenien una renda mediana de 34.900 $ mentre que les dones 28.670 $. La renda per capita de la població era de 20.028 $. Entorn del 3,3% de les famílies i el 3% de la població estaven per davall del llindar de pobresa.

## Poblacions més properes
El següent diagrama mostra les poblacions més properes.